# Werner Nahm
Werner Nahm (Münster, Selters (Taunus), 21 de março de 1949) é um matemático e físico teórico alemão.

## Obras
- Conformally invariant quantum field theories in two dimensions, World Scientific 1995
- Editor com Ling-Lie Chau: Differential geometric methods in theoretical physics : physics and geometry, Plenum Press 1990 (18. International Conference on differential geometric methods in theoretical physics, University of California, Davis 1988)
- Editor: Interface between physics and mathematics, (Hangzhou 1993 Konferenz) World Scientific 1994
- Editor: Trieste Conference on topological methods in Quantum Field Theory, World Scientific 1991
- Mathematical structures underlying monopoles in gauge theories, in N. Craigie „Theory and detection of magnetic monopoles in gauge theories“, World Scientific 1986
- Quantum field theories in one and two dimensions, Duke Math. Journal, Volume 54, 1987, S.579-613
- Conformal field theory and torsion elements of the Bloch group, in Pierre Cartier u.a. Frontiers in Number Theory, Physics and Geometry, Volume 2, Springer Verlag 2007